# Faber (azienda)
Faber S.p.A è un'azienda italiana che produce e commercializza cappe da cucina per uso domestico. Dal 2005 fa parte del gruppo svizzero Franke AG.

## Storia

### Con Abramo Galassi
L'azienda viene fondata l'11 giugno 1955 da Abramo Galassi (1923-2012) con tre soci e con un solo operaio. Il nome è Faber Plast e produce inizialmente vaschette da bagno per i bambini e altri oggetti di plastica per la casa. Originario di Fossato di Vico, in Umbria, si diploma all'istituto tecnico di Fabriano, lo stesso istituto in cui poi insegna tecnica. Nel 1958 produce la prima cappa da cucina in plexiglas (alla Faber sostengono di essere gli inventori della cappa da cucina), gli operai diventano 12, nasce ben presto anche il distretto marchigiano delle cappe. Nel 1963 realizza le prime cappe decorative aspiranti per cucina.
Con la produzione delle cappe aspiranti che incontrano ben presto il favore del mercato e diventano sinonimo di grande innovazione nel settore, l'azienda cresce, i dipendenti arrivano al centinaio, nel 1972 la società prende il nome di Faber Spa e l'anno dopo nasce un'altra azienda, la Flaminia, per gestire i mercati esteri. Negli anni ottanta la produzione è automatizzata con forti investimenti, sono aperte filiali in Germania, Gran Bretagna e USA, è data una robusta spinta all'internazionalizzazione con l'acquisizione negli anni novanta della Spar in Argentina e del marchio Roblin in Francia. Apre anche una società in Turchia con un'azienda locale.
Nel 2000 Galassi, da tempo affiancato in azienda dal figlio Alvaro con il ruolo di amministratore delegato, compie un'operazione di family buyout per rendere più stabile l'azionariato dopo l'uscita dei vecchi soci, facendo entrare nel capitale con una quota del 29% il Gruppo 3i, un fondo inglese di private equity. Prosegue nell'internazionalizzazione della società acquisendo nel 2002 la Mepamsa in Spagna e l'anno dopo Futurum in Scandinavia. Apre filiali anche in Russia, India e Cina, diventando tra i primi tre produttori di cappe al mondo.
Nei primi anni duemila l'azienda contribuisce al restauro di due opere di Gentile da Fabriano conservate presso gli Uffizi di Firenze iniziando con i 4 scomparti del Polittico Quaratesi nel 2001, per proseguire poi nel 2004 con l'Adorazione dei Magi (Gentile da Fabriano).

### Con il Gruppo Franke AG
Nel 2004, quando la società ha un fatturato di 197 milioni di euro, Galassi decide di passare la mano vendendo l'azienda a una multinazionale svizzera, la Franke AG, tra le più importanti nella produzione di forni, lavabi e piani di cottura in acciaio inox. La Faber diventa la business unit cappe del gruppo svizzero, a sua volta sotto il controllo della Artemis Group. Galassi rimarrà presidente della Faber sino al 2007 e scomparirà nel 2012.
Nel 2011 la Franke vara un piano di investimento per potenziare la sede marchigiana della Faber e per rendere più robusto il processo di internazionalizzazione della società marchigiana: nel 2012 apre uno stabilimento in India e nel 2014 un altro in Messico. Diventando il secondo gruppo mondiale nel settore delle cappe, dopo Elica.. Nel 2016 l'export incide per il 90%.
Alla fine del 2017 Franke e Faber aprono a Milano, zona Brera, il loro primo flagship store.